# Jedyniak
Der Einzelsee (pl. Jedyniak) in Polen ist ein Gletschersee im Seealmtal (pl. Dolina Zielona Gąsienicowa) in der Hohen Tatra. Er befindet sich in der Gemeinde Zakopane. Er ist nicht erreichbar, das Gebiet um den See stellt ein streng geschütztes Naturreservat dar. Das Wasser des Sees fließt über die Sucha Woda Gąsienicowa (Seealmer Trockenbach) ab. 